# القوز (أبين)

تعديل مصدري - تعديل

القوز هي إحدى قرى محافظة أبين اليمنية، وتتبع إدارياً مديرية لودر. يبلغ تعداد سكانها 1395 نسمة حسب تعداد اليمن لعام 2004.